# 恩師よ/まだ見ぬ朝
「恩師よ/まだ見ぬ朝」（おんしよ/まだみぬあさ）は、吉田拓郎が1994年4月28日にリリースした39枚目のシングル。発売元はフォーライフ・レコード（現・フォーライフミュージックエンタテイメント）。

## 概要
吉田拓郎初の両A面シングル。
「恩師よ」は、『セルラー電話』のCMソング。
「まだ見ぬ朝」は、『オートレース』のCMソング。
2曲共に翌年に発売されたベスト・アルバム『LIFE』に収録されているが、ビル・シュネーによるリミックスが施されているため、シングルバージョンはここでしか聴くことができずシングルも廃盤となっているが、iTunesをはじめとした音楽配信サイトでは現在でも販売している。

## 収録曲
- 全作曲・編曲：吉田拓郎

1. 恩師よ（3分56秒）
作詞：松本隆
2. まだ見ぬ朝（5分15秒）
作詞：吉田拓郎

## 楽曲の収録ディスク

### アルバム
恩師よ
- 『LIFE』(1996年)
  - ビル・シュネーによるリミックスが施されている。

まだ見ぬ朝
- 『LIFE』(1996年)
  - ビル・シュネーによるリミックスが施されている。
- 『AGAIN』(2014年)
  - セルフカバー。